# Saison 6 d'American Dad!
Chronologie
La sixième saison d'American Dad! a été diffusée pour la première fois aux États-Unis par la Fox entre le 27 septembre 2009 et le 23 mai 2010, elle est composée de dix-huit épisodes.
En France, elle a été diffusée pour la première fois à la télévision sur Canal+.

## Épisodes
| № | #  | Titre                                                                                       | Réalisation                        | Scénario                         | Première diffusion | Code de prod. | Audience |
| --- | -- | ------------------------------------------------------------------------------------------- | ---------------------------------- | -------------------------------- | ------------------ | ------------- | -------- |
| 79 | 1  | Rambo junior (Guerre au country club) In Country… Club                                      | Albert Calleros et Josue Cervantes | Judah Miller et Murray Miller    | 27 septembre 2009  | 4AJN20        | 7,12     |
| Stan emmene Steve dans un camp de reconstitution de la guerre du Vietnam pour parfaire son chant. Roger cherche par tous les moyens à obtenir le code du décodeur TV...                                                               |    |                                                                                             |                                    |                                  |                    |               |          |
| 80 | 2  | Le danseur de la mort (Escapade à l'île d'Isla) Moon Over Isla Island                       | Rodney Clouden                     | Jonathan Fener                   | 4 octobre 2009     | 4AJN15        | 7,06     |
| Stan utilise Roger à son insu pour remplacer le dictateur de l'île Isla. Snot se vante d'avoir mis la tête entre les seins de Francine...                                                                                             |    |                                                                                             |                                    |                                  |                    |               |          |
| 81 | 3  | Papa, j'ai cassé l'avion (P'pa, j'ai bousillé le drone) Home Adrone                         | Brent Woods                        | Erik Sommers                     | 11 octobre 2009    | 4AJN14        | 6,67     |
| Stan et Francine confie la maison à Steve pendant qu'ils partent en weekend avec Hayley et Roger. Mais ses potes débarquent et tombent sur un "jouet" de la CIA...                                                                    |    |                                                                                             |                                    |                                  |                    |               |          |
| 82 | 4  | Les vacances en amoureux (Incursion dans l’inconscient) Brains, Brains and Automobiles      | Pam Cooke et Jansen Yee            | Keith Heisler                    | 8 novembre 2009    | 4AJN18        | 6,20     |
| Francine veut profiter du fait que les enfants partent en camp de vacances pour rester seule avec Stan. Steve et ses potes vont essayer de ne pas passer pour des nerds dans ce camp...                                               |    |                                                                                             |                                    |                                  |                    |               |          |
| 83 | 5  | Retour dans l'enfance (Retour en enfance) Man in the Moonbounce                             | Tim Parsons                        | Brian Boyle                      | 15 novembre 2009   | 4AJN19        | 4,53     |
| Stan se rend compte qu'il n'a jamais vraiment eu d'enfance. Il va alors remédier à ça en se comportant comme un enfant... |    |                                                                                             |                                    |                                  |                    |               |          |
| 84 | 6  | L'amour rend aveugle (Vœux superficiels) Shallow Vows                                       | John Aoshima                       | Rick Wiener et Kenny Schwartz    | 22 novembre 2009   | 4AJN16        | 5,99     |
| Stan et Francine vont fêter leurs 20 ans de mariage avec une nouvelle cérémonie de mariage,organisée par Roger. Francine va alors découvrir que Stan ne s'était marié avec elle seulement pour son physique...                        |    |                                                                                             |                                    |                                  |                    |               |          |
| 85 | 7  | La révélation (Longue vie aux Straight Jacket) My Morning Straitjacket                      | Chris Bennett                      | Mike Barker                      | 29 novembre 2009   | 4AJN22        | 5,52     |
| Après être allé à un de leurs concerts, Stan devient complètement obsédé par le groupe de rock My Mourning Jacket... |    |                                                                                             |                                    |                                  |                    |               |          |
| 86 | 8  | Le grand cirque (Sortez vos G-strings) G-String Circus                                      | Bob Bowen                          | Erik Durbin                      | 13 décembre 2009   | 4AJN21        | 6,39     |
| Hayley ne veut pas suivre les conseils de Stan, qui,déçu, trouvera du réconfort auprès d'une strip-teaseuse. Steve et ses potes partent au Space Camp, mais n' y trouveront pas ce qu'ils souhaitaient...                             |    |                                                                                             |                                    |                                  |                    |               |          |
| 87 | 9  | L'apocalypse (Les joies du Grand retour) Rapture's Delight                                  | Joe Daniello                       | Chris McKenna et Matt McKenna    | 14 février 2010    | 5AJN01        | 6,19     |
| Le jour de noël se produit l'Enlèvement, moment tant attendu par Stan. Ce jour symbolise la montée au ciel de tous les purs chrétiens, tandis que ceux restés sur Terre voient le retour de Jésus, venu lutter contre l'Antéchrist... |    |                                                                                             |                                    |                                  |                    |               |          |
| 88 | 10 | Le cheval qui parle (Le cheval Smith fait un malheur) Don't Look a Smith Horse in the Mouth | Rodney Clouden                     | Matt Fusfeld et Alex Cuthbertson | 21 février 2010    | 4AJN17        | 5,91     |
| À la suite de la crise, les Smith doivent se serrer la ceinture. Stan et Steve vont même essayer de trouver un moyen de gagner plus d'argent...                                                                                       |    |                                                                                             |                                    |                                  |                    |               |          |
| 89 | 11 | Aide-toi, le ciel t'aidera (Un remède tout naturel) A Jones for a Smith                     | John Aoshima et Jansen Yee         | Laura McCreary                   | 14 mars 2010       | 5AJN02        | 5,06     |
| Stan, croyant prendre un remède contre le rhume, devient complètement accro au crack ! |    |                                                                                             |                                    |                                  |                    |               |          |
| 90 | 12 | Stan contre Stan (Que le meilleur Stan l'emporte) May the Best Stan Win                     | Pam Cooke                          | Murray Miller et Judah Miller    | 21 mars 2010       | 5AJN03        | 5,23     |
| Francine est excédée du comportement égoïste de Stan, surtout à la veille de la Saint Valentin. Quand elle apprend qu'il a décidé de devenir un cyborg après sa mort, elle ne le supporte pas...                                      |    |                                                                                             |                                    |                                  |                    |               |          |
| 91 | 13 | Cher passé (Roger beau super et hocky) (Le Seigneur de la médaille) The Return of the Bling | Joe Daniello                       | Nahnatchka Khan                  | 28 mars 2010       | 5AJN04        | 5,64     |
| Stan n'en revient pas quand Roger lui annonce qu'il est l'un de ses héros, un joueur de l'équipe américaine de hockey, vainqueur des JO de 1980. Reginald, de retour après une mission, cherche à lier une amitié avec Hayley...      |    |                                                                                             |                                    |                                  |                    |               |          |
| 92 | 14 | Roger, simple flic (La Loi, l'Ordre et Roger) Cops And Roger                                | Tim Parsons                        | Erik Durbin                      | 11 avril 2010      | 5AJN06        | 5,09     |
| N'ayant rien pu faire pendant l'agression de Francine, Roger se sent honteux et faible. Il va alors tenter de rejoindre la police de Langley Falls...                                                                                 |    |                                                                                             |                                    |                                  |                    |               |          |
| 93 | 15 | Le serment (La vérité est au fond du verre) Merlot Down Dirty Shame                         | Josue Cervantes                    | Brian Boyle                      | 2 avril 2010       | 5AJN08        | 5,17     |
| Stan demande à Roger, en tant que meilleur pote, de l'aider à esquiver le weekend de dégustation que Francine a organisé. Steve arrive à contrôler ses rêves, ce qui a tendance à agacer Hayley et Klauss...                          |    |                                                                                             |                                    |                                  |                    |               |          |
| 94 | 16 | Steve la mauviette (Intimidateur intimidé) Bully For Steve                                  | Rodney Clouden                     | Matt Fusfeld et Alex Cuthbertson | 9 avril 2010       | 5AJN11        | 5,31     |
| Stan est excédé par le comportement de mauviette de Steve et veut le rendre plus sur de lui. Hayley et Reginald continuent leurs rencards...                                                                                          |    |                                                                                             |                                    |                                  |                    |               |          |
| 95 | 17 | Le cauchemar de Stan (Incident irrémédiable) An Incident at Owl Creek                       | John Aoshima et Jansen Yee         | Alan R. Cohen et Alan Freedland  | 16 mai 2010        | 5AJN10        | 5,75     |
| Alors que Stan veut tout faire pour éviter que sa famille lui fasse honte lors d'une fête de voisinage, il va complètement se ridiculiser à son tour...                                                                               |    |                                                                                             |                                    |                                  |                    |               |          |
| 96 | 18 | Roger la rancune (Réfugiés de l'espace) Great Space Roaster                                 | Joe Daniello                       | Jonathan Fener                   | 23 mai 2010        | 5AJN12        | 5,82     |
| Pour son 1 601e anniversaire, Roger désire quelque chose de spécial. Les Smith décident alors de lui faire une "mise en boîte"... |    |                                                                                             |                                    |                                  |                    |               |          |